# ويليام إي. رووي
ويليام إي. رووي (بالإنجليزية: William E. Rowe)‏ هو فلاح وسياسي أمريكي، ولد في 10 مايو 1820، وتوفي في 8 نوفمبر 1888. حزبياً، نشط في الحزب الجمهوري والحزب الديمقراطي. وقد انتخب عضو جمعية ولاية ويسكونسن.